# Limoncito
Limoncito es un distrito del cantón de Coto Brus, en la provincia de Puntarenas, de Costa Rica.

## Historia
Limoncito fue creado el 10 de diciembre de 1965 por medio de Ley 3598.

## Geografía
Limoncito cuenta con un área de 123,64 km² y una altitud media de 780 m s. n. m.

## Demografía
Para el año 2022, Limoncito cuenta con una población estimada de 4416 habitantes, y para el último censo efectuado, en 2011, Limoncito contaba con una población de 3591 habitantes.

## Localidades
- Poblados: Aguacate, Alto Limoncito, Ángeles, Bonanza, Brusmalis, Chiva, Desamparados, Esperanza, Fila, Manchuria, Sabanilla, San Gerardo, San Juan, San Miguel, San Rafael, Santa Marta, Santa Rita, Unión, Valle, Villapalacios, Zumbona.

## Transporte

### Carreteras
Al distrito lo atraviesan las siguientes rutas nacionales de carretera:
- Ruta nacional 237